# Samtgemeinde Lachendorf
La comunità amministrativa di Lachendorf (Samtgemeinde Lachendorf) si trova nel circondario di Celle nella Bassa Sassonia, in Germania.

## Suddivisione
Comprende 5 comuni:
1. Ahnsbeck
2. Beedenbostel
3. Eldingen
4. Hohne
5. Lachendorf

Il capoluogo è Lachendorf.